# Стив Смит (кошаркаш)
Стивен Делано Смит (енгл. Steven Delano Smith; Хајланд Парк, Мичиген, 31. март 1969) бивши је амерички кошаркаш. Играо је на позицији бека.
На НБА драфту 1991. одабрао га је Мајами хит као 5. пика. Као члан Сан Антонио спарса освојио је шампионски прстен НБА лиге 2003. године.

## Успеси

### Клупски
- Сан Антонио спарси:
  - НБА (1): 2002/03.

### Репрезентативни
- Олимпијске игре:  2000.
- Светско првенство:  1994.
- Америчко првенство:  1999.
- Универзијада:  1989.

### Појединачни
- НБА Ол-стар меч (1): 1998.
- Идеални тим новајлија НБА — прва постава: 1991/92.
- НБА спортска личност године (1): 2001/02.